# The Society (TV-serie)
The Society är en amerikansk tonårsdrama-serie. Serien hade premiär den 10 maj 2019 på Netflix. 
I juli 2019 offentliggjorde Netflix att en andra säsong kommer att släppas under 2020. Även om en andra säsong var planerad, avbröts serien efter en säsong på grund av COVID-19-pandemin.

## Handling
The Society följer en grupp tonåringar som måste organisera sig för att styra sitt samhälle efter att alla vuxna mystiskt har försvunnit. Detta utspelar sig i West Ham i Connecticut. Mysteriet börjar när eleverna på det lokala gymnasiet återvänder från en inställd skolresa och upptäcker att alla är borta. En skog dyker upp och omger staden samtidigt som kommunikationen till omvärlden slutar fungera. Tonåringarna måste bestämma regler för att överleva med de begränsade resurser som finns kvar i staden.

## Rollista (i urval)

### Huvudroller
- Kathryn Newton spelar Allie Pressman, Cassandras yngre syster som växte upp i skuggan av henne.
- Gideon Adlon spelar Becca Gelb, Sams bästa vän som är gravid.
- Sean Berdy spelar Sam Eliot, Allie och Cassandras kusin, samt Grizz kärlekintresse.
- Natasha Liu Bordizzo spelar Helena, Lukes religiösa flickvän.
- Jacques Colimon spelar Will LeClair, Allies bästa vän som växte upp i familjehem.
- Olivia DeJonge spelar Elle Tomkins, en utböling som blir Campbells flickvän.
- Alex Fitzalan spelar Harry Bingham, den populära och välbeställda sonen till borgmästaren.
- Kristine Frøseth spelar Kelly Aldrich, Harrys ex-flickvän.
- Jose Julian spelar Gordie, en smart kille som är intresserad av Cassandra.
- Alexander MacNicoll spelar Luke, Helenas pojkvän och den forna quarterbacken.
- Toby Wallace spelar Campbell Eliot, Sams äldre bror och Allie och Cassandras kusin som uppvisar psykopatiska personlighetsdrag.
- Rachel Keller spelar Cassandra Pressman, Allies äldre syster som är den naturliga ledaren. Hon har ett medfött hjärtfel som hon medicineras för.